# Hatfield and the North
Hatfield and the North var en brittisk musikgrupp inom Canterburyscenen. Gruppen var verksam under åren 1972-1975, och gav under denna tid ut två studioalbum på bolaget Virgin Records. Det andra albumet listnoterades på UK Albums Chart på plats 43. Gruppen har återförenats kortvarigt vid några tillfällen på 1990-talet och 2000-talet.
Gruppen bestod vid bildandet av Phil Miller (gitarr, tidigare medlem i Matching Mole, Steve Miller (keyboard), Richard Sinclair (bas, tidigare i Caravan), och Pip Pyle (trummor, tidigare i Gong). Dave Sinclair från Caravan ersatte Miller en kort period innan även han ersattes av Dave Stewart (tidigare medlem i gruppen Egg) då gruppens album spelades in.

## Diskografi
- Hatfield and the North, 1974
- The Rotters' Club, 1975